# Valle de Ángeles
Valle de Ángeles é uma cidade hondurenha do departamento de Francisco Morazán.